# Episodi di Benson (terza stagione)
La terza stagione della serie televisiva Benson è stata trasmessa in anteprima negli Stati Uniti d'America dalla ABC tra il 6 novembre 1981 e il 14 maggio 1982.
| nº | Titolo originale        | Titolo italiano | Prima TV USA     | Prima TV Italia |
| -- | ----------------------- | --------------- | ---------------- | --------------- |
| 1  | Benson's Appointment    |                 | 6 novembre 1981  |                 |
| 2  | The Grass Ain't Greener |                 | 13 novembre 1981 |                 |
| 3  | Sit-In                  |                 | 27 novembre 1981 |                 |
| 4  | Double Exposure         |                 | 4 dicembre 1981  |                 |
| 5  | The Lobbyist            |                 | 11 dicembre 1981 |                 |
| 6  | Stress                  |                 | 18 dicembre 1981 |                 |
| 7  | Rainbow's End           |                 | 25 dicembre 1981 |                 |
| 8  | Once in a Blue Moon     |                 | 8 gennaio 1982   |                 |
| 9  | Kraus Falls in Love     |                 | 15 gennaio 1982  |                 |
| 10 | Stocks & Options        |                 | 22 gennaio 1982  |                 |
| 11 | Kraus's Deadly Mistake  |                 | 5 febbraio 1982  |                 |
| 12 | Wild Irish Rose         |                 | 12 febbraio 1982 |                 |
| 13 | Street Gangs            |                 | 19 febbraio 1982 |                 |
| 14 | Katie's Romance         |                 | 26 febbraio 1982 |                 |
| 15 | Clayton's Condo         |                 | 5 marzo 1982     |                 |
| 16 | Getting Even            |                 | 12 marzo 1982    |                 |
| 17 | Pete the Hero           |                 | 19 marzo 1982    |                 |
| 18 | In the Red              |                 | 26 marzo 1982    |                 |
| 19 | Teed Off                |                 | 2 aprile 1982    |                 |
| 20 | The Party's Over        |                 | 30 aprile 1982   |                 |
| 21 | The Lumber Mill         |                 | 7 maggio 1982    |                 |
| 22 | Black Tuesday           |                 | 14 maggio 1982   |                 |